# Echinocereus schmollii
Echinocereus schmollii är en kaktusväxtart som först beskrevs av Weing., och fick sitt nu gällande namn av Nigel Paul Taylor. Echinocereus schmollii ingår i släktet Echinocereus och familjen kaktusväxter. Inga underarter finns listade i Catalogue of Life.

## Bildgalleri

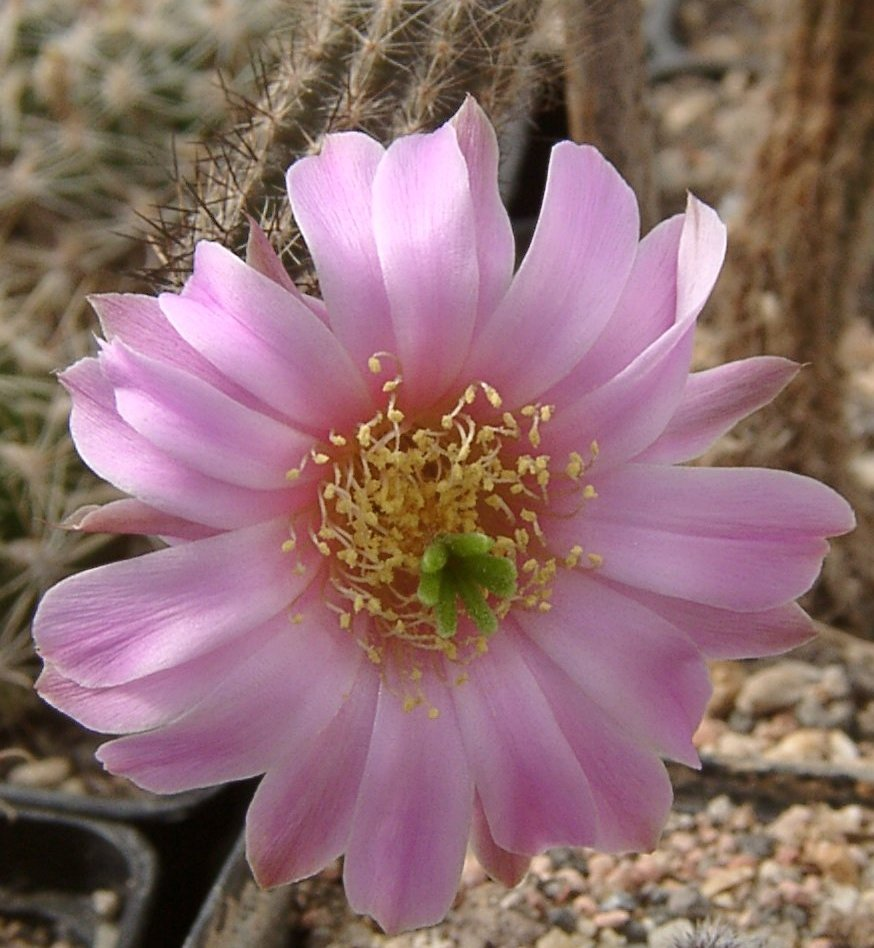
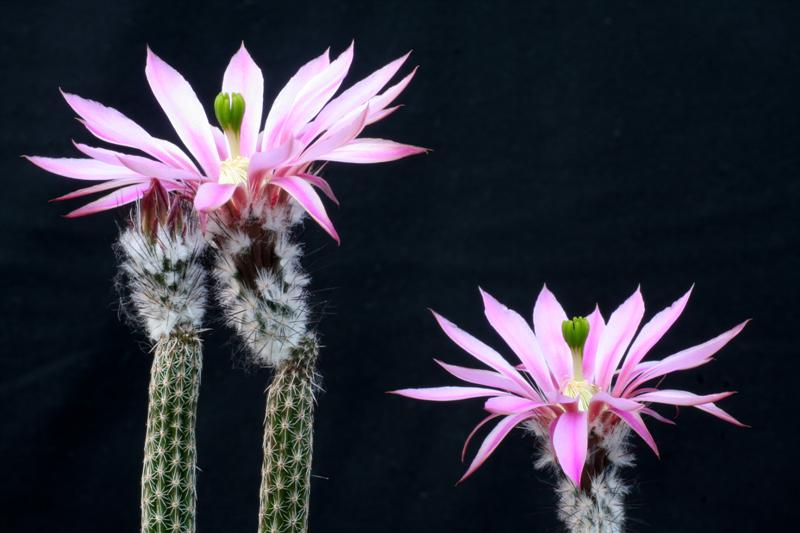
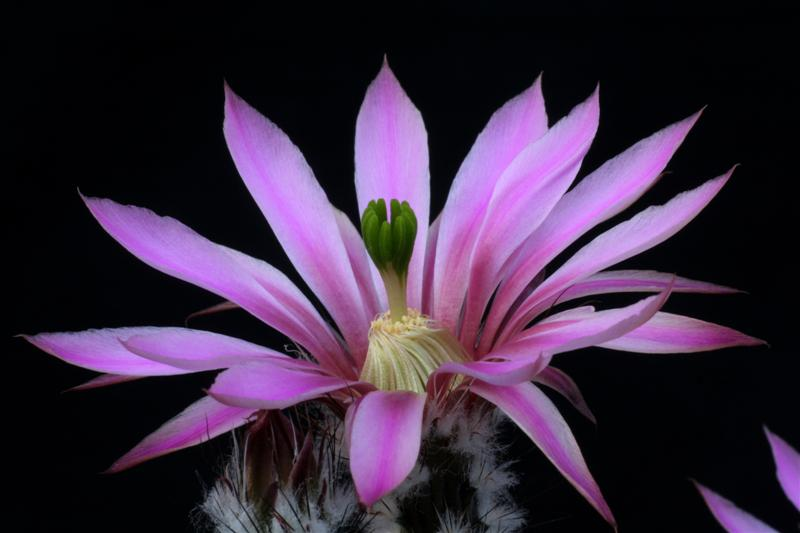